# مارتي غروز
مارتي غروز (بالإنجليزية: Marty Grosz)‏ هو عازف جاز ومغني ومؤلف أمريكي، ولد في 28 فبراير 1930 في برلين في ألمانيا.

## وصلات خارجية
- مارتي غروز على موقع ميوزك برينز (الإنجليزية)
- مارتي غروز على موقع أول ميوزيك (الإنجليزية)
- مارتي غروز على موقع ديسكوغز (الإنجليزية)